# Polysyncraton pseudomagnetae
Polysyncraton pseudomagnetae är en sjöpungsart som beskrevs av Kott 2004. Polysyncraton pseudomagnetae ingår i släktet Polysyncraton och familjen Didemnidae. Inga underarter finns listade i Catalogue of Life.